# سيشو ماتسوموتو
سيشو ماتسوموتو (1909 - 1992)، هو كاتب الرواية البوليسية ياباني. وقد اشتهر سيسو بكتاباته البوليسية رغم أنه ترك عدة روايات اجتماعية وتاريخية.
ويعد الكاتب مؤسس الحركة الادبية اليابانية الحديثة، وقد بدأ رحلته في عالم الادب عام 1952م، وحصل على جائزة أكوتاغاوا أكبر جوائز اليابان الأدبية عن روايته «تاريخ صحيفة دي كوكيورا».
ومن رواياته «نفط وخطوط»، و «أنانية من رجل»، و «الصوت». وأعمال أخرى كثيرة..

## روابط خارجية
- سيشو ماتسوموتو على موقع IMDb (الإنجليزية)
- سيشو ماتسوموتو على موقع قاعدة بيانات الفيلم (الإنجليزية)